# Frecce del Diavolo

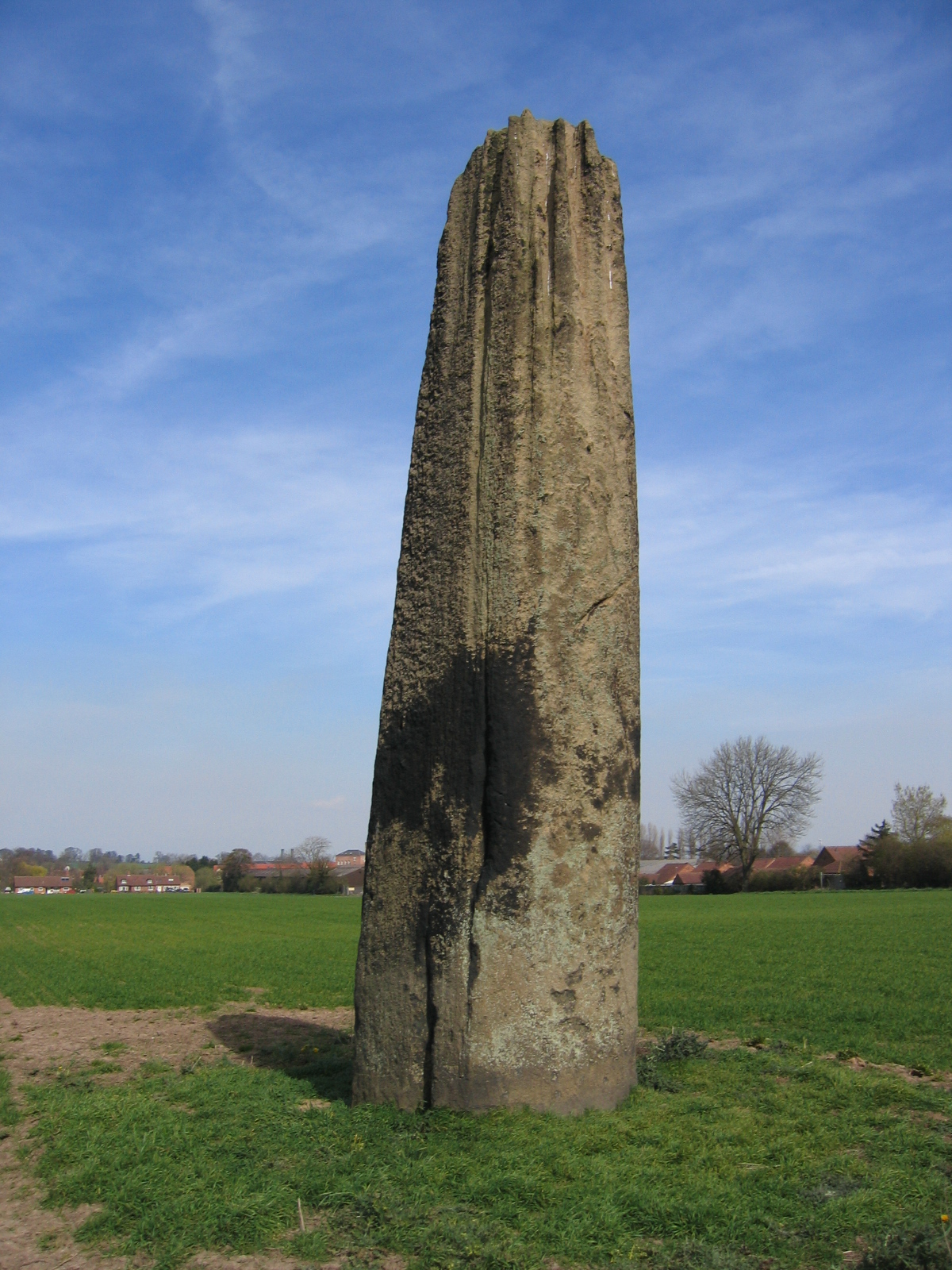
Una delle Frecce del Diavolo.

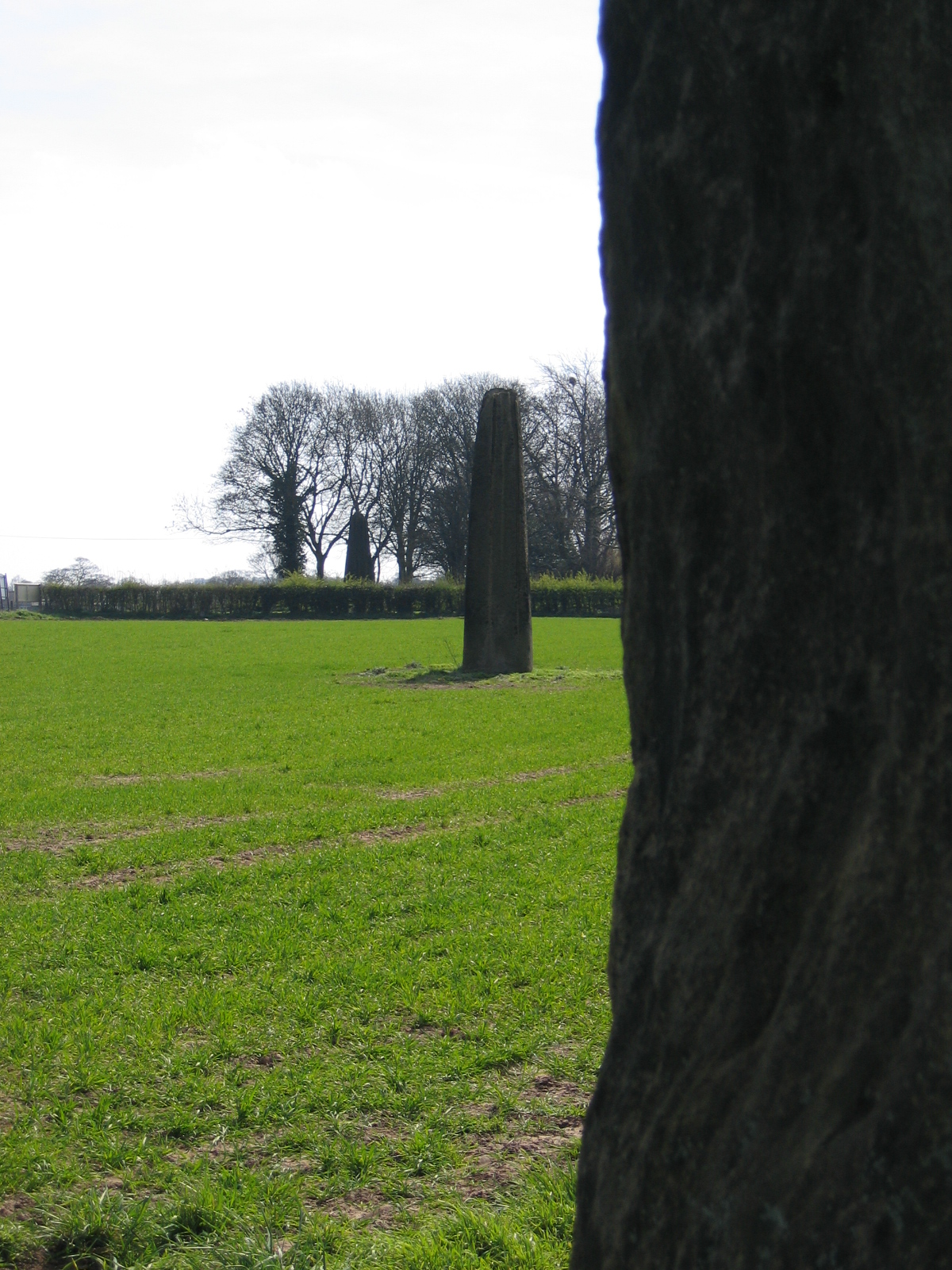
Le Frecce del Diavolo.

Le Frecce del Diavolo sono tre menhir, la cui forma è da attribuirsi a cause naturali, eretti e allineati presso il punto ove l'A1 incrocia il fiume Ure a Boroughbridge, nel North Yorkshire, Inghilterra.

## Storia
Furono eretti nella preistoria e la loro caratteristica peculiare sono le scanalature create durante i millenni dalla pioggia. Il menhir più alto misura 6,8 metri circa ed è il più alto del Regno Unito dopo il monolite Rudston, il quale misura 7,6 metri circa.
Le pietre rimangono a 46 metri circa dalla A1 e si ritiene che l'allineamento originariamente includeva fino a cinque menhir. Uno è stato apparentemente abbattuto nel corso di una fallita 'caccia al tesoro' nel corso del Settecento e poi riutilizzato come base per un vicino ponte su un fiume. Le pietre sono costituita da arenaria, la fonte più probabile delle quali è Plumpton Rocks, circa tre chilometri a sud di Knaresborough e circa 14,5 chilometri da dove le pietre furono poi erette.
I due monoliti esterni distano circa 61 metri e 113 metri dalla centrale e sono in allineamento quasi perfetto in direzione NNO-SSE. Si suppone che indichino il punto meridionale ove la Luna sorge in estate. Le pietre sono parte di un più ampio complesso religioso sito sull'altopiano Ure-Swale che incorpora il Thornborough Henges.
Il nome deriva da una leggenda risalente al 1721 secondo la quale il diavolo ha lanciato le pietre per colpire la città di Aldborough, ma il lancio fu debole e le "frecce" si piantarono ove adesso si possono rimirare.